# 奧維耶多灣
64°13′S 56°35′W / 64.217°S 56.583°W
奧維耶多灣（西班牙語：Caleta Oviedo），是南極洲的海灣，位於葛拉漢地的西摩島東北端，處於威曼角東南部，以阿根廷水手命名，現時由南極條約體系管理。